# ファトミル・セイディウ
ファトミル・セイディウ（アルバニア語:Fatmir Sejdiu（ 発音）、セルビア・クロアチア語:Fatmir Sejdiju / Фатмир Сејдију、1953年10月23日 - ）は、コソボの政治家であり、コソボ民主同盟の党首、コソボの大統領、コソボ議会議長を務めたほか、2001年のコソボ暫定憲法の制作者のひとりでもある。任期中の2008年2月17日、コソボ議会は独立宣言を採択し、セルビアからの独立を宣言した。

## 出自
1953年10月23日にユーゴスラビア社会主義連邦共和国・セルビア社会主義共和国コソボ・メトヒヤ自治州（現・コソボ）に属するポドゥイェヴァ市 / ポドゥイェヴォ市（Podujeva / Podujevo）パカシュティツァ（Pakashticë / Pakaštica）に生まれた。1974年にプリシュティナ大学の法学部を卒業し、同大学で博士号も取得している。その後プリシュティナ大学の教授として議会政治を教えていた。アルバニア語、セルビア語、英語、フランス語を話す。

## 政治家としての来歴

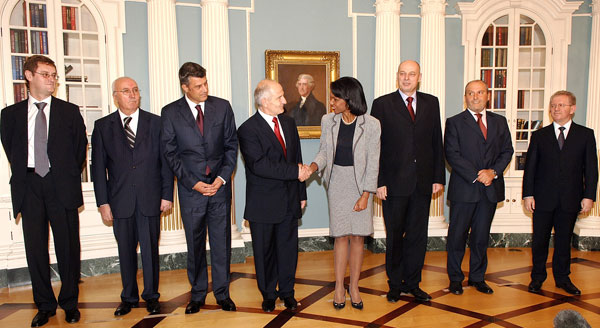
アメリカ合衆国国務長官のコンドリーザ・ライスと握手するセイディウ

セイディウは長年にわたってセルビアによるコソボ統治に反対してきており、知人で政党指導者のヴェロン・スロイ（Veton Surroi）は逮捕された経験ももつ。
スロボダン・ミロシェヴィッチ統治下のセルビアとコソボ解放軍との戦いがエスカレートして、1996年ごろからコソボ紛争に発展し、1999年に北大西洋条約機構（NATO）が介入しセルビア空爆が実施され、セルビアによる統治はコソボから排除された。国際連合による暫定統治下となったコソボにおいて、初代大統領にはイブラヒム・ルゴヴァが選出された。セイディウはルゴヴァの後継として2006年からコソボ民主連盟の党首となり、コソボの大統領に選出された。
セイディウは、イブラヒム・ルゴヴァが党首を務めた政党・コソボ民主連盟の有力な政治家であり、ルゴヴァがガンによって死去すると、その後継としてコソボ議会によって大統領に選出された。国際連合が推進する基準、多民族社会の実現のために尽力したとして国際社会から支持される。2006年、ウィーンで開かれたコソボ地位プロセスの会合に首相とともにコソボ側の代表として参加し、セルビアの大統領および首相と直接対談した。
2008年1月9日、セイディウは大統領職を辞し、同日に議会で行われた大統領選挙に臨んだ。この選挙でセイディウの再任が認められ、2008年に制定された新憲法の下、無制限に再選が可能な新しい大統領職に就くことが決まった。選挙では議会の過半数の賛成が必要であり、第3回目の投票で81議席中61票の賛成票を得た。対するコソボ未来同盟のナイム・マロク（Naim Maloku）は、3つの少数政党の支持を得て、第1回投票では37票を獲得している。第2回投票では過半数に1票足りず、第1回と同様に37人がマロクに投票した。同日に行われた第3回投票で、セイディウが過半数の賛成を得て当選となった。
2010年9月27日に大統領を辞任した。これは、コソボ憲法裁判所が、コソボ民主連盟の党首がコソボ大統領を兼任することがコソボ憲法に反すると判定したことによるものである。
2010年11月、コソボ民主連盟の党首選挙において、イーサ・ムスタファ（Isa Mustafa）に敗れ、党首の地位からも退くこととなった